# Caterham (ville)
Pour l’article homonyme, voir Caterham.
Caterham est la plus grande ville du district de Tandridge dans le nord-est du comté du Surrey en Angleterre, et entre 1974 et 1989 était un des deux chefs-lieux du district, avec Oxted (seul chef-lieu depuis). La ville est traditionnellement divisée en deux entités : Caterham on the Hill (en français : Caterham sur la colline) et Caterham Valley (en français : vallée de Caterham). Au Moyen Âge et au-delà, ces parties ne comprenaient qu'une seule paroisse (ecclésiastique comme civile). En 1974, lors de la création du district de Tandridge, toutes les paroisses civiles sont abolies ; Caterham en est alors dépourvu jusqu'en 2000, quand de nouvelles paroisses civiles sont créées dans Tandridge, dont deux pour Caterham, correspondant aux deux parties traditionnelles de la ville : Caterham on the Hill et Caterham Valley.
Caterham se trouve à environ 20 kilometres au sud de Londres et est relié directement par voie ferrée à Croydon, pôle important de Londres, notamment par les gares d'East Croydon et de Purley. Caterham jouit ainsi de liaisons ferroviaires avec plusieurs gares dans le centre de Londres : la gare terminale de London Bridge sur la rive sud de la Tamise (soit par train direct, soit en faisant une correspondance à East Croydon) ; la gare terminale de Victoria sur la rive nord, dans le quartier de Westminster (en faisant une correspondance à Purley) ; et, toujours sur la rive nord, les gares de Blackfriars, de City Thameslink, de Farringdon et de St Pancras International via les services de Thameslink (accessibles en correspondance à East Croydon).
Malgré plusieurs immeubles, pas de grande hauteur, elle est une localité clairement de la Metropolitan Green Belt. La ville est essentiellement pavillonnaire et il y a peu de logement social et très peu de boulevards.
Ayant dans les North Downs, bien que ce soit une partie plutôt douce et étroite, la terre est assez haute. La ville est bordée par la route A22, qui est souvent à une seule voie, grâce à la proximité relative de l'autoroute vers Brighton.